# 1387
1387 (MCCCLXXXVII) a fost un an obișnuit al calendarului iulian, care a început într-o zi de joi.

## Arte, științe, literatură și filozofie
- Mănăstirea Cozia. Ctitorie a lui Mircea cel Bătrân (1387-1388). A fost pictată între 1390-1391.

## Nașteri
- 6 iulie: Henric al V-lea al Angliei (d. 1422)
- Henriette, Contesa de Montbéliard (d. 1444)

## Decese
- 3 august: Olaf al II-lea al Danemarcei  (n. 1370)
- dată necunoscută: Sayana filosof indian (n. ?)